# 諏訪部定矩
諏訪部 定矩（すわべ さだのり）は江戸時代前期の旗本。江戸幕府馬預。

## 経歴
相模国に諏訪部定吉と先妻の子として生まれた。通称は源二郎。慶長14年（1609年）徳川秀忠に御目見し、大坂の陣では井上正就組に属した。元和2年（1616年）切米を拝領した。父から八条流馬術を受け継ぎ、元和7年（1621年）馬役を命じられ、度々陸奥国や武蔵国府中へ馬を買い付けた。寛永9年（1632年）徳川家光に出仕した。
寛永11年（1634年）3月28日江戸城桜田口で異母弟定久を無礼討ちにし、家光から褒詞を受けたが、父定吉・継母との間に遺恨を残した。
寛永20年（1643年）11月7日から12月5日まで子定直と荒木十左衛門元政と共に馬買衆として陸奥国・出羽国を廻り、馬を買い付けた。
慶安2年（1649年）5月27日西ノ丸下厩舎の自宅において、普請場から帰る途中の堀田正盛・安藤重長・稲葉正則・庄田安照に料理を提供するため、次の間で屈んで湯を試飲していたところ、父定吉に脇差で襲われ、帷子の袖を損傷した。定吉は4人に取り押さえられて相模国の知行地に流され、定矩は山下町の町屋に引き取られた後、自宅に戻った。
承応2年（1653年）父が死去すると、12月22日跡を継いで馬預となり、剃髪して元入と号した。万治2年（1659年）7月13日致仕し、養老料200俵を受けた。寛文元年（1661年）4月23日死去した。法名は元入。雑司ヶ谷法明寺に葬られ、以降代々の墓地となった。

## 無礼討ち事件
寛永11年（1634年）3月28日江戸城和田倉馬場において、水戸頼房邸から帰城途中の家光に対し、松平直政が献上した馬の上覧が行われたが、定矩が馬に乗ろうとした際、手綱が異母弟定久の顔に当たってしまった。帰り際に桜田口で定久が「よくも手綱を顔に投げつけて辱めてくれたな。討ち果してやろう。」と憤り、定矩が「そんなことは自分には全く覚えがない。たとえそんなことがあったにしても、責められることではない。」と否定すると、定久は抜刀して斬りかかり、定矩は左頬を負傷したが、太刀で応戦し、定久の臍の辺りを両断した。
定矩はすぐに阿部忠秋邸に出頭し、目付衆の僉議の結果、供述に疑義はないとして無礼討ちと認定され、家光から「処置尤も神妙である。」と褒詞を受け、忠秋家来鈴木宇右衛門との養生を命じられた。しかし、父定吉は激怒し、継母の訴えにより見廻りと称して鈴木宅に押し入り、長刀で宇右衛門に斬りかかった。宇右衛門が「定矩は忠秋様が預っている。」というと、定吉は「定矩が弟を斬って御感に預かったなら、私は嫡子を斬って御感に預かろう。」と主張し、忠秋等に宥められた。以降同様のことが2,3度あり、定吉は定矩を恨み続け、継母もことあるごとに末弟成定に「定矩はお前の兄の仇だ。必ず復讐してくれ。」と言い聞かせたという。

## 著書
- 「驪黄物色図」[4] - 弟黒沢定幸著とも[3]。

## 親族
- 父：諏訪部宗右衛門定吉[4]
- 母 - 定吉の先妻[2]。
- 姉 - 山上弥四郎政次の妻[4]。
- 姉 - 山岡伝右衛門景重の妻[4]。
- 姉 - 美濃部十大夫茂吉の妻[4]。
- 弟：黒沢杢助定幸 - 黒沢次郎右衛門重久の養子[4]。
- 弟：山上文七郎定正 – 山上弥四郎政次の養子[4]。
- 妹 - 田中孫兵衛貞正の妻[4]。
- 妹 - 府中六所宮の神職猿渡伊予守盛長の妻[4]。
- 弟：諏訪部郷左衛門定之 - 徳川忠長に仕えた後、寛永13年（1636年）12月10日徳川家光に出仕して大番となったが、寛永16年（1639年）11月17日大坂城警備中に林半四郎を斬り殺して自殺した[4]。
- 異母弟[2]：諏訪部源太郎定久[4]
- 妹[4]
- 弟：諏訪部文九郎成定[4]
- 子：諏訪部彦兵衛定直[4]
- 子：諏訪部喜右衛門定治[4]
- 子：栗原仁右衛門利実 – 栗原七郎兵衛利智の養子[4]。